# عبد الرزاق العيسى
عبد الرزاق عبد الجليل العيسى هو سياسي عراقي ووزير التعليم والبحث العلمي السابق للعراق ولد في سنة 1949 في مدينة النجف إختص بدارسة الكيمياء العضوية ونال درجة البكلوريوس من جامعة البصرة في سنة 1971 ونال درجة الدكتوراه من جامعة ليفربول في سنة 1979، شغل منصب رئيس جامعة الكوفة من سنة 2006 حتى سنة 2011 وفي 2015 أصبح أحد مستشاري وزير العليم العالي حسين الشهرستاني، وفي نيسان 2016 رشحه رئيس الوزراء حيدر العبادي لحكومة التكنوقراط لتولي منصب وزارة التعليم العالي وفي آب 2016 تم المصادقة عليه في البرلمان العراقي لتولي المنصب، وقام العبادي أيضاً مؤخراً بجعله وزيراً للمالية بالوكالة خلفاً لهوشيار زيباري المقال.